# دالاس کاوبویز

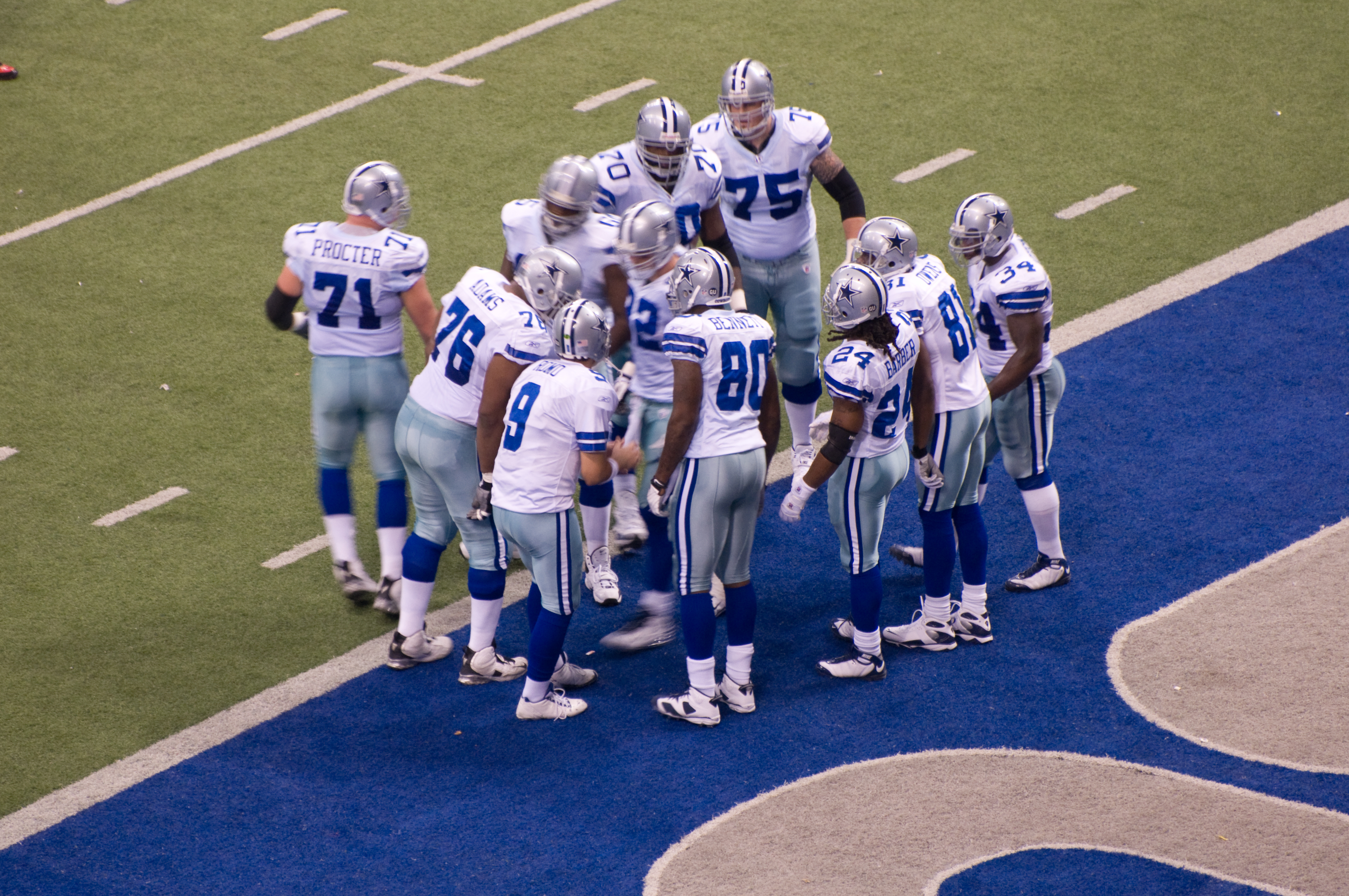

تیم فوتبال آمریکایی دالاس کاوبویز (به انگلیسی: Dallas Cowboys) از شهر دالاس در ایالت تگزاس می‌باشد. این تیم عضو لیگ ملی فوتبال آمریکا است. سارا شاهی، از نوادگان فتحعلی شاه قاجار، از هلهلهچیان مشهور این تیم است.

## وبگاه رسمی
- وبگاه رسمی تیم